# 브라질에서 온 소년
《브라질에서 온 소년》(The Boys From Brazil)은 미국에서 제작된 프랭클린 J. 섀프너 감독의 1978년 스릴러, 드라마, SF 영화이다. 그레고리 펙 등이 주연으로 출연하였고 마틴 리처즈 등이 제작에 참여하였다. 아이라 레빈의 동명의 소설을 바탕으로 제작되었다.

## 출연

### 주연
- 그레고리 펙
- 로런스 올리비에
- 제임스 메이슨

### 조연
- 릴리 팔머
- 우타 하겐
- 존 데너
- 로즈메리 해리스
- 앤 메라
- 존 루빈스타인
- 덴홈 엘리엇
- 스티브 구튼버그
- 데이비드 허스트

## 기타
- 조연출: 조스 로페즈 로데로
- 미술: 길 패론도
- 미술: 피터 라몬트
- 의상: 안소니 멘들슨
- 기술연출: 닥터 데릭 브롬홀

## 한국판 성우진 (SBS, 1993년 8월 15일)
- 유강진 - 멘겔레(그레고리 펙)
- 황일청 - 리버만(로런스 올리비에)
- 이완호 - 진이베르트(제임스 메이슨)
- 온영삼
- 강연숙
- 전국근
- 성선녀
- 유지영
- 최옥희
- 이상춘
- 최상기
- 박신영
- 유해무
- 장광
- 김준
- 이윤연
- 손원일